# Te Atua Mou E
Te Atua Mou E (Dieu est la vérité) est l'hymne national des îles Cook.
Le texte a été écrit par Turakarakia A. Meremere (Tom Davis) et son épouse Pa Tepaeru Terito Ariki et la musique composée par Tureputurepu. Il a été choisi à l'unanimité par un Comité spécial pour devenir l'hymne national des îles Cook en 1979 en remplacement de God Defend New Zealand.

## Paroles
Te Atua mou e

Ko koe rai te pu

O te pa enua e

Akarongo mai

I to matou nei reo

Te kapiki atu nei

Paruru mai

Ia matou nei

Omai te korona mou

Kia ngateitei

Kia vai rai te aroa

O te pa enua e.

## Traduction anglaise
God of truth 

you are the ruler 

of our country 

Please listen 

to our voices 

as we call to you 

protect and guide us 

and give us your crown of truth 

so we can be successful 

and so that love and peace will rule forever 

over our beloved country 